# Esociformes
Os Esociformes são uma ordem de peixes actinopterígeos.

## Famílias
- Esocidae
- Umbridae